# Лях, Юрий Иванович
Ю́рий Ива́нович Лях (укр. Юрій Іванович Лях; род. 5 августа 1965, Днепропетровск, УССР, СССР — 3 декабря 2004, Киев, Украина) — банкир, председатель правления ЗАО «Украинский кредитный банк», заслуженный экономист Украины.

## Биография
Родился 5 августа 1965 года в Днепропетровске. Окончил Киевский торгово-экономический институт. После окончания института работал в Центральном универмаге Киева на должности замзавсекцией, а также в Киевском горкоме комсомола. Банковскую карьеру начинал в украинском филиале «Инкомбанка». Позднее продолжил свою карьеру в ИКБ «Инокобанк», АБ «Инко», АБ «Деловая Россия». Был начальником отдела валютных ресурсов в АКБ «Украина», где трудился бок-о-бок с будущим Президентом Украины Виктором Ющенко. В декабре 1992 года Ю. И. Лях занял должность председателя правления ЗАО «Украинский кредитный банк».
3 декабря 2004 года, в дни «Оранжевой революции», его нашли мёртвым в собственном кабинете в офисе «Украинского кредитного банка». По информации правоохранителей, Ю. И. Лях совершил самоубийство, перерезав артерии на шее канцелярским ножом для бумаги. Похоронен на Городском кладбище «Берковцы».